# Xuân Hòa, Long Khánh
Xuân Hòa là một phường thuộc thành phố Long Khánh, tỉnh Đồng Nai, Việt Nam.

## Địa lý
Phường Xuân Hoà nằm ở trung tâm thành phố Long Khánh, có vị trí địa lý:
- Phía đông giáp phường Xuân Thanh và xã Bàu Trâm
- Phía tây giáp phường Xuân Bình
- Phía nam giáp xã Xuân Định, huyện Xuân Lộc, phường Xuân Tân và phường Phú Bình
- Phía bắc giáp phường Xuân An.

Phường Xuân Hòa có diện tích 1,71 km², dân số năm 2003 là 6.652 người, mật độ dân số đạt 3.890 người/km².

## Hành chính
Phường Xuân Hòa được chia thành 5 khu phố: 1, 2, 3, 4, 5.